# Корона короля Норвегии

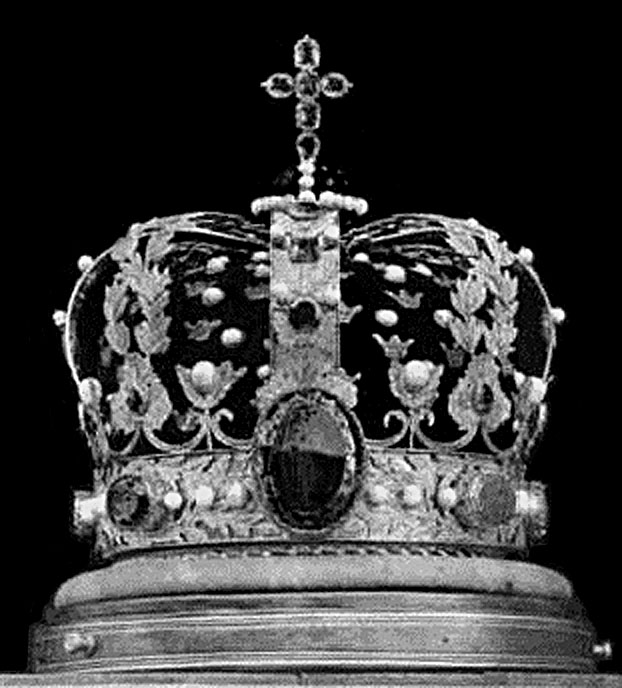
Корона короля Норвегии

Корона короля Норвегии – символ власти норвежской монархии, коронационная регалия короля Норвегии.

## История
Королевство Норвегия, находившаяся в унии со Швецией, не имела своих коронационных регалий. Однако, в 1818 году, после избрания на шведский трон французского маршала Жана-Батиста Бернадота, принявшего имя Карла XIV Юхан, и необходимостью его коронования как короля Норвегии, были изготовлены коронационные регалии.
Изготовление короны было поручено ювелиру Olof Wihlborg из Стокгольма.
Коронация нового короля, в соответствии с дарованной Норвегии Конституцией, прошла в Тронхейме, в Нидаросском соборе.

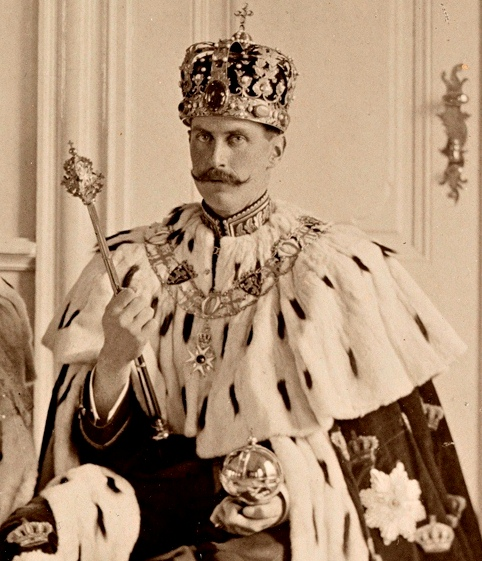
Король Хокон VII в коронационном облачении

Последними коронованными монархами были король Хокон VII и его супруга, королева Мод. В дальнейшем, процедура коронации была исключена из конституции страны и последующие монархи проходили лишь процедуру инвеституры.

## Описание
Корона представляет из себя золотой закрытый венец с шапкой красного бархата внутри.
- Высота: 24,5 см.
- Диаметр: 18,5 см.
- Вес: 1,5 кг.

Венец состоит из инструктированного драгоценными камнями и жемчугом золотого обода с 16 чередующимися зубцами в виде геральдических листов земляники и дубовых веточек в жемчужным жёлудем. От земляничных листов кверху восходят восемь полудуг (четыре прямых, декорированных дубовыми листьями, и четыре прорезных, в виде лавровых листьев), объединённых в центре под шаром синей эмали с золотыми пятиконечными звездами. Шар декорирован жемчужным пояском и полудугой, на верху которой установлен крест, состоящий из 6 аметистов.
Спереди в центре в венец установлен крупный турмалин зелёного цвета – подарок королю Карлу XIV Юхану от бразильского консула.
В короне также использованы другие драгоценные камни: аметисты, опалы, перидоты, хризопразы, топазы и изумруды.
Бархатная шапка вышита золотыми коронами и украшена жемчугом.

## Скипетр и держава

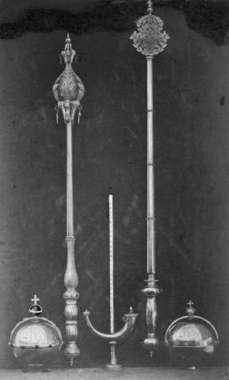
Коронационные регалии (без корон) короля и королевы

К коронационным регалиям также относятся скипетр и держава, которые были изготовлены ювелиром Adolf Zethelius в Стокгольме для коронации Карла XVI Юхана в 1818 году из позолоченного серебра и декорированы золотом.

### Скипетр
- Длина: 75 см
- Вес: 700 грамм

### Держава
- Высота: 14 см
- Диаметр: 10 см
- Вес: 384 грамм

## Геральдическое представление
В норвежской геральдике королевская корона представлена в упрощённом виде:

Период правления Хокона VII
Период правления Харальда V